# 山田充人
山田 充人（やまだ あつと、1984年12月26日 - ）は日本のミュージカル俳優および演出家である。東京都立川市出身。MCsquare代表者。

## 来歴
八王子高等学校を経て東京芸術大学声楽科卒業後劇団M.M.Cに所属
。舞台出演等を重ね2012年に劇団四季と演目契約しキャッツのオールドデュトロノミー役で四季の初出演を果たした。その後独立しMCsquareの代表者として演出や歌唱指導をしている。

## 主な作品

### 出演
劇団四季
- キャッツ（2012年～オールドデュトロノミー）
- ジーザス・クライスト・スーパースター(ピラト)
- アラジン(バブカック)
- アナと雪の女王(オラフ)
- オペラ座の怪人(ウバルド・ピアンジ)
- ノートルダムの鐘(アンサンブル)

### 演出
- PREVIOUS DAY　〜それぞれのcoda 世界一純粋な日〜（2015年3月25日～3月29日）